# ブライアン・ヘフロン
ブライアン・ヘフロン（Brian Heffron、1973年5月18日 - ）は、アメリカ合衆国のプロレスラー。ニュージャージー州アトランティックシティ出身。ブルー・ミーニー（The Blue Meanie）のリングネームで知られる。

## 来歴
1994年、アル・スノーが主宰するオハイオのボディスラマーズ・プロレスリングジムにてトレーニングを積み、プロレスラーデビュー。1995年にECWにてリングネームを現在でも使われているブルー・ミーニー（The Blue Meanie）として参戦。スティービー・リチャーズとコンビを組み、レイヴェンの部下として活動。1996年、nWoのパロディユニット、bWoを結成。スコット・ホールのパロディであるダ・ブルー・ガイ（Da Blue Guy）として活動。
1998年にWWFへ移籍し、11月22日のHeatにてデビュー。ECWにて共に行動したアル・スノーを中心としたユニットであるジョブ・スクアッド（J.O.B. Squad）に加入し、ゴールダストと抗争を開始。ことあるごとにゴールダストを挑発し、ユニットのメンバーであるギルバーグをサポートし、ゴールダストから勝利（WWFデビュー後初勝利）へと貢献したり、試合後のゴールダストに青のペンキを頭から浴びせたり、果てには自身がブルーダスト（Bluedust）へと変身。1999年2月のPPVであるIn Your House 27: St. Valentine's Day Massacreにて直接対決を行うも惨敗を喫し、抗争は終焉を迎えた。ユニット解散後はゴールダストのマネージャーを務めるも短期間で終わるが、後にWWFに移籍してきたスティービー・リチャーズと共に行動。2000年よりリチャーズがRTCのメンバー入りをしたため出番は次第になくなりリリースとなった。

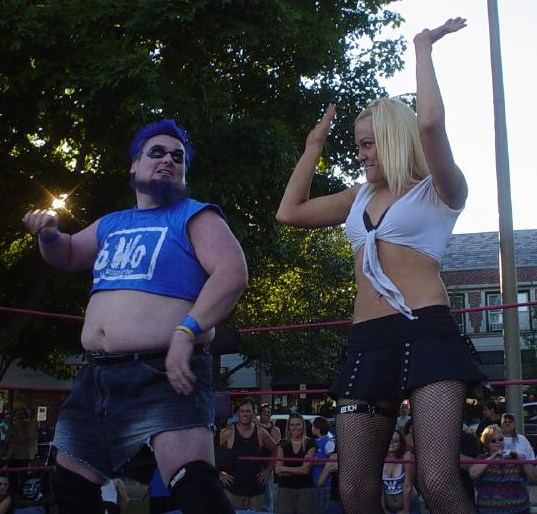
2005年、インディーにてベルベット・スカイと踊るミーニー

その後ECWに復帰するも、ECWは間もなく崩壊。インディーでの活動をすることになるが、2005年のWWE ECW's One Night StandにてbWoが再結成され、WWEへ復帰。SmackDown!へと移籍し、7月7日の収録においてJBLとノー・DQ・マッチを行いbWoのメンバーとバティスタの助力を得ながらも勝利。そしてメキシクールズと抗争を開始し、同月PPVであるグレート・アメリカン・バッシュにてメキシクールズに敗れると、bWoの活動は停止。そのまま出番はなくなり再びリリースとなった。
再び活動の場をインディーへと移すが同時にタレント活動を始め、様々な映画・テレビへの出演をするようになった。ECWのリユニオンショーにも参加し、2007年5月にはWWEにてスポット参戦。2010年8月にTNAのPPVであるECWリユニオンイベント、Hardcore Justiceにて参戦する予定であったが諸事情が重なって参加することができなくなったため、体型が似ていたビッグ・ティリーが代役となり、ブルー・ティリーとして登場した。

## その他
- リングネームであるブルー・ミーニーの由来は1968年にアル・ブロダックスが製作したビートルズのミュージカルアニメーション、イエロー・サブマリンより引用したとインタビューで答えている。
- 2006年4月に病院で検査を受けた際に膿胸と分析され、肺の一部を切除するため緊急手術を受けた。
- 2012年よりニュージャージー州ポールズボロを拠点とするトレーニング施設、ワールドフェイマス・モンスターファクトリーにてトレーナーを務めている[2]。

## 得意技
- ミーニーサルト

フィニッシャーとして使われる。巨漢ながら大きな弧を描くようにしなやかに飛ぶ。
- ピープルズ・レッグドロップ

ピープルズ・エルボーのパロディ。インディーに活動を移してから使われることが多い。
- スナップDDT
- ブルドッグ
- ボディスラム
- ダイビング・スプラッシュ

インディーに活動を移してから使われるようになった
- ブルーライト・スペシャル

bWoで共闘したノヴァとの合体技。ミーニーのフェイスバスターからノヴァのインパクトDDTへと繋げる。

## 獲得タイトル
NWA
- NWA世界ライトヘビー級王座（ニュージャージー版） : 1回

MCW
- MCW南部タッグチーム王座 : 1回（w / ジム・ナイドハート）

CWS
- CWSタッグチーム王座 : 1回（w / ノヴァ）

その他
- ハードコア殿堂：2014年

他、米インディ団体を中心に多数のタイトルを獲得。